# SAS System
SAS System nebo jen SAS (původně Statistical Analysis System) je integrovaný systém softwarových produktů, vyráběný firmou SAS Institute. Slouží jednak ve firmách jako databázový systém, tak jako nástroj pro analýzu a obchodní využití dat, a jednak se také používá pro statistickou analýzu dat ve vědě a technologii. Jedná se o modulární software, takže zákazník může využít jen ty části, které se hodí jemu. SAS obsahuje vlastní programovací jazyk, označovaný rovněž jako SAS.